# Jens Bochert
Jens Bochert (* 15. Dezember 1964 in Schwerin) ist ein ehemaliger deutscher Fußballspieler.

## Karriere
Jens Bochert, der 1969 bei der SG Dynamo Schwerin mit dem Fußballspielen begonnen hatte, war als Schüler einer Ostberliner KJS von 1977 bis 1979 beim Berliner FC Dynamo aktiv. Nach seiner Rückkehr in seine Heimatstadt gelang im in der Saison 1982/83 der Sprung in die 1. Mannschaft der Dynamos, in der Bochert bis zum Dezember 1989 eine tragende Rolle im Offensivbereich einnahm.
Mit dem politischen Umbruch und der Öffnung der Grenzen zum Westteil Deutschlands, versuchte Bochert sein Glück beim Bundesligisten Hamburger SV. Der HSV war auf Bochert aufmerksam geworden, als dieser im Dezember 1989 in den Farben von Dynamo Schwerin bei einem Hallenturnier in Quickborn gute Leistungen zeigte. Er spielte Ende Januar 1990 bei dem Hamburger SV vor, nahm am Trainingslager der Bundesligamannschaft teil. Im Februar 1990 wurde er erstmals in einem Ligaspiel der HSV-Amateurmannschaft (Oberliga Nord) eingesetzt, in der Bundesliga gab Bochert am 28. Spieltag der Saison 1989/90 sein Debüt, als er beim Heimspiel gegen Borussia Dortmund eingewechselt wurde. Sein zweiter Einsatz am 31. Spieltag, er wurde ebenfalls eingewechselt, war bereits sein letzter für die Hamburger in der Bundesliga. Bochert blieb noch bis 1992, bevor er nach Frankreich zum FC Rouen wechselte. Dort blieb er zwei Jahre, kam zurück nach Deutschland, sein neuer Arbeitgeber war Holstein Kiel. Für Kiel schnürte er die Schuhe bis 1997. Danach spielte er noch bis 2001 bei seinem Heimatverein, der mittlerweile FC Eintracht Schwerin hieß. Von 2001 bis 2003 ließ er seine Karriere beim SV Fortschritt Neustadt-Glewe ausklingen.